# Bromelia araujoi
Bromelia araujoi är en gräsväxtart som beskrevs av P.J.Braun, Esteves och Scharf. Bromelia araujoi ingår i släktet Bromelia och familjen Bromeliaceae. Inga underarter finns listade i Catalogue of Life.